# Deborah Schirru
Deborah Schirru (Milano, 13 maggio 1986) è una giornalista e conduttrice televisiva italiana.

## Biografia
Nata a Milano, dopo il diploma di maturità scientifica, conseguito presso l'istituto Zaccaria dei padri barnabiti di Milano, si laurea in lettere e filosofia, con curriculum in giornalismo, presso l'Università Cattolica del Sacro Cuore. Durante gli anni dell'università inizia l'esperienza giornalistica presso un'emittente televisiva locale, Telenova, dove partecipa alla trasmissione sportiva Novastadio.
Nel 2010 entra a Sportitalia, dove per tre anni fa parte della redazione calcistica, occupandosi della realizzazione di servizi e conducendo il telegiornale sportivo. Nel gennaio del 2013 partecipa all'Oscar del calcio, realizzando interviste dalla platea. Nell'estate dello stesso anno le viene affidata la conduzione della trasmissione Aspettando il calciomercato, in onda su Sportitalia1. Nel 2014, con la nascita di Gazzetta TV, entra nella redazione della Gazzetta dello Sport, dove rimane fino al 2016, anno in cui s'iscrive all'albo dei giornalisti professionisti della Lombardia. Successivamente lavora per Premium Sport come conduttrice del telegiornale sportivo di Mediaset Premium, partecipa a Speciale Serie A e XXL su Italia 1 e il venerdì sera è co-conduttrice di Premium Week End. 
Nel 2017 torna alla Gazzetta dello Sport. Dal 2018 al 2019 lavora come "bordocampista" per la piattaforma DAZN e conduce Udinese tonight per Udinese Channel. È stata editorialista di Tuttojuve.com e Tuttomercatoweb.co. Nel novembre 2019 torna a Sportitalia.

## Vita privata
Nel 2017 si è sposata con il collega Stefano Borghi.